# The Rise and Fall of Ziggy Stardust and the Spiders from Mars
The Rise and Fall of Ziggy Stardust and the Spiders from Mars (znany również jako The Rise and Fall of Ziggy Stardust lub po prostu jako Ziggy Stardust) – piąty album studyjny brytyjskiego muzyka Davida Bowiego, wydany 16 czerwca 1972 roku. Jest to glam-rockowy album koncepcyjny, opowiadający historię kosmity Ziggy'ego Stardusta, który przybywa na Ziemię ze swoją grupą i staje się gwiazdą rocka. Zgodnie z tytułem płyty, przeżywa on swój wzlot i upadek.
Według magazynu muzycznego Melody Maker jest to najważniejszy album lat siedemdziesiątych XX wieku. Ziggy dotarł na 5. miejsce na liście przebojów w Anglii, ale tylko na 75. miejsce na liście przebojów Billboard Music Charts w Ameryce.
W 2003 album został sklasyfikowany na 35. miejscu listy 500 albumów wszech czasów magazynu Rolling Stone.
W 1988 zespół Alice in Chains nagrał własną wersję utworu „Suffragette City”, który znalazł się na albumie demo The Treehouse Tapes (1988).

## Lista utworów
| 1.  | „Five Years”            | 4:42  |
|     |                         |       |
| 2.  | „Soul Love”             | 3:33  |
|     |                         |       |
| 3.  | „Moonage Daydream”      | 4:37  |
|     |                         |       |
| 4.  | „Starman”               | 4:16  |
|     |                         |       |
| 5.  | „It Ain’t Easy”         | 2:57  |
|     |                         |       |
| 6.  | „Lady Stardust”         | 3:21  |
|     |                         |       |
| 7.  | „Star”                  | 2:47  |
|     |                         |       |
| 8.  | „Hang on to Yourself”   | 2:38  |
|     |                         |       |
| 9.  | „Ziggy Stardust”        | 3:13  |
|     |                         |       |
| 10. | „Suffragette City”      | 3:25  |
|     |                         |       |
| 11. | „Rock 'n’ Roll Suicide” | 2:57  |
|     |                         |       |
|     |                         | 38:26 |
|     |                         |       |
Wszystkie piosenki napisane przez Davida Bowiego, oprócz "It Ain't Easy", napisanej przez Rona Daviesa.

## Wydania
Album został po raz pierwszy wydany na płycie winylowej 16 czerwca 1972 przez wytwórnię RCA.
Pierwsza reedycja na CD (wydana przez RCA) ukazała się w latach 1984/1985. Następnie, album ten został ponownie wydany na CD oraz płycie winylowej przez Rykodisc. Edycja ta zawierała pięć ścieżek bonusowych (wszystkie piosenki napisane przez Davida Bowiego):
| 1. | "John, I'm Only Dancing"           | 2:43  |
|    |                                    |       |
| 2. | "Velvet Goldmine"                  | 3:09  |
|    |                                    |       |
| 3. | "Sweet Head" (wcześniej niewydany) | 4:14  |
|    |                                    |       |
| 4. | "Ziggy Stardust" (wersja demo)     | 3:39  |
|    |                                    |       |
| 5. | "Lady Stardust" (wersja demo)      | 3:33  |
|    |                                    |       |
|    |                                    | 17:18 |
|    |                                    |       |
Kolejną reedycją było wydanie wytwórni EMI z roku 1999, zawierające 24-bitowo zremasterowany dźwięk.
W trzydziestolecie wydania tego albumu przez wytwórnię EMI została wydana 30th Anniversary Edition. Zawierała ona 42-stronicową książeczkę oraz dwie płyty – pierwszą, zawierającą piosenki z albumu oraz drugą, zawierającą niewydane (lub wydane na edycjach Rykodisc) utwory z okresu tworzenia tego albumu (wszystkie piosenki napisane przez Davida Bowiego, oprócz pozycji oznaczonych inaczej):
| 1.  | "Moonage Daydream" (nagrane jako Arnold Corns)    | 3:53  |
|     |                                                   |       |
| 2.  | "Hang on to Yourself" (nagrane jako Arnold Corns) | 2:54  |
|     |                                                   |       |
| 3.  | "Lady Stardust" (wersja demo)                     | 3:33  |
|     |                                                   |       |
| 4.  | "Ziggy Stardust" (wersja demo)                    | 3:38  |
|     |                                                   |       |
| 5.  | "John, I'm Only Dancing"                          | 2:49  |
|     |                                                   |       |
| 6.  | "Velvet Goldmine"                                 | 3:13  |
|     |                                                   |       |
| 7.  | "Holy Holy"                                       | 2:25  |
|     |                                                   |       |
| 8.  | "Amsterdam" (Brel/Schuman)                        | 3:24  |
|     |                                                   |       |
| 9.  | "The Supermen"                                    | 2:43  |
|     |                                                   |       |
| 10. | "Round and Round" (Berry)                         | 2:43  |
|     |                                                   |       |
| 11. | "Sweet Head" (czwarte ujęcie)                     | 4:52  |
|     |                                                   |       |
| 12. | "Moonage Daydream" (nowy mix)                     | 4:47  |
|     |                                                   |       |
|     |                                                   | 40:54 |
|     |                                                   |       |

## Personel
- David Bowie: śpiew, gitara, saksofon
- Mick Ronson: śpiew, gitara, pianino
- Trevor Bolder: gitara basowa
- Mick Woodmansey: bębny